# (3841) Dicicco
(3841) Dicicco es un asteroide perteneciente al cinturón de asteroides, descubierto el 4 de noviembre de 1983 por Brian A. Skiff desde la Estación Anderson Mesa (condado de Coconino, cerca de Flagstaff, Arizona, Estados Unidos).

## Designación y nombre
Designado provisionalmente como 1983 VG7. Fue nombrado Dicicco en honor al astrónomo aficionado estadounidense Dennis di Cicco, descubridor de varios asteroides y editor de la revista astronómica “Sky & Telescope”.